# Oekraïne op de Olympische Winterspelen 2006
Tijdens de Olympische Winterspelen van 2006 die in Turijn werden gehouden nam Oekraïne voor de vierde keer deel aan de Winterspelen.
Er werden twee medailles door biatlete Lilija Jefremova en het ijsdanspaar Olena Hroesjyna / Roeslan Hontsjarov bij het kunstrijden gewonnen. Oekraïne eindigde daarmee op een 25e plaats in het medailleklassement.

## Medailles
| Sport          | Naam                                 | Discipline             | Medaille |
| -------------- | ------------------------------------ | ---------------------- | -------- |
| Biatlon        | Lilija Jefremova                     | 7,5 km sprint, vrouwen | Brons    |
| Kunstschaatsen | Olena Hroesjyna / Roeslan Hontsjarov | IJsdansen              | Brons    |

## Deelnemers
Aan de acht sporten waarop Letland uitkwam namen 53 deelnemers deel, 31 mannen en 22 vrouwen.
| Sport              | Aantal | Mannen | Vrouwen                                                                                                   |
| ------------------ | ------ | --- | --- |
| Alpineskiën        | 2      | Nikolaj Skriabin | Joelia Siparenko                                                                                          |
| Biatlon            | 10     | Olexander Bilanenko Vjatsjeslav Derkatsj Andri Deryzemlja Aleksei Korobeynikov Roeslan Lysenko                      | Lilija Jefremova Oksana Chvostenko Nina Lemesj Olena Petrova Valj Semerenko                               |
| Freestyleskiën     | 7      | Enver Ablaev Oleksandr Abramenko Igor Ishutko Stanislav Kravtsjoek                                                  | Nadija Didenko Tatjana Kozatsjenko Olga Volkova                                                           |
| Kunstschaatsen     | 11     | Andrej Betsj Roeslan Hontsjarov Anton Kovalevskyj Stanislav Morozov Oleg Voiko                                      | Joelija Bilohlasova Joelia Holovina Olena Hroesjyna Halina Jefremenko Olena Liatsjenko Tatjana Volosozjar |
| Langlaufen         | 12     | Alexander Batjoek Ivan Bilosjoek Mikhail Hoemenjak Roman Lejbhoek Vitali Martsyv Vladmir Olsjanski Olexandr Poetsko | Kateryna Hryhorenko Vita Jakimtsjoek Marina Malets Lisohor Valentyna Sjevtsjenko Tatjana Zavalij          |
| Noordse combinatie | 3      | Sergej Diyatsjoek Mykola Koslov Volodymyr Tratsjoek                                                                 | |
| Rodelen            | 6      | Joeri Hajdoek Andrij Kis Roman Jazvinsky Oleg Zjerebetsky                                                           | Lilija Loedan Natalja Jakoetsjenko                                                                        |
| Schansspringen     | 1      | Volodymyr Botsjoek                                                                                                  | |
| Shorttrack         | 1      | Volodymyr Hryhoriev                                                                                                 | |

Albanië · Algerije · Amerikaanse Maagdeneilanden · Andorra · Argentinië · Armenië · Australië · Azerbeidzjan · België · Bermuda · Bosnië en Herzegovina · Brazilië · Bulgarije · Canada · Chili · China · Chinees Taipei · Costa Rica · Cyprus · Denemarken · Duitsland · Estland · Ethiopië · Finland · Frankrijk · Georgië · Griekenland · Groot-Brittannië · Hongarije · Hongkong · Ierland · IJsland · India · Iran · Israël · Italië · Japan · Kazachstan · Kenia · Kirgizië · Kroatië · Letland · Libanon · Liechtenstein · Litouwen · Luxemburg · Macedonië · Madagaskar · Moldavië · Monaco · Mongolië · Nederland · Nepal · Nieuw-Zeeland · Noord-Korea · Noorwegen · Oekraïne · Oezbekistan · Oostenrijk · Polen · Portugal · Roemenië · Rusland · San Marino · Senegal · Servië en Montenegro · Slovenië · Slowakije · Spanje · Tadzjikistan · Thailand · Tsjechië · Turkije · Venezuela · Verenigde Staten · Wit-Rusland · Zuid-Afrika · Zuid-Korea · Zweden · Zwitserland